# Lunca Largă (gmina Bistra)
Lunca Largă – wieś w Rumunii, w okręgu Alba, w gminie Bistra. W 2011 roku liczyła 108 mieszkańców.